# Xã Franklin, Quận Coshocton, Ohio
Xã Franklin (tiếng Anh: Franklin Township) là một xã thuộc quận Coshocton, tiểu bang Ohio, Hoa Kỳ. Năm 2010, dân số của xã này là 1.229 người.

## Tên và lịch sử
Franklin Township được thành lập vào năm 1814. 

## Điều hành
Thị trấn được điều hành bởi một ủy ban gồm ba thành viên, được bầu vào tháng mười một của những năm lẻ đến bốn năm bắt đầu vào ngày 1 tháng Giêng sau đó. Hai người được bầu vào năm sau cuộc bầu cử tổng thống và một người được bầu cử Trong năm trước nó. Cũng có một viên chức tài chánh thị trấn được bầu, người phục vụ nhiệm kỳ 4 năm bắt đầu vào ngày 1 tháng 4 của năm sau cuộc bầu cử, được tổ chức vào tháng 11 năm trước cuộc bầu cử tổng thống. Các vị trí tuyển dụng trong nhiệm vụ tài chính hoặc trong hội đồng quản trị được điền bởi các ủy viên còn lại.